# مسجد میر پنج
مسجد میر پنج مربوط به دوره قاجار است و در شهرستان شبستر، بخش مرکزی، شهر خامنه، خیابان شهرداری، روبروی شهرداری خامنه واقع شده و این اثر در تاریخ ۲۸ شهریور ۱۳۸۶ با شمارهٔ ثبت ۱۹۵۷۹ به‌عنوان یکی از آثار ملی ایران به ثبت رسیده است.